# Carrión de Calatrava
Carrión de Calatrava è un comune spagnolo di 3233 abitanti situato nella comunità autonoma di Castiglia-La Mancia.
Fu qui istituito nel 1158 l'Ordine militare di Calatrava.